# Saison 3 de The Affair
Chronologie
Saison 2 Saison 4
Cet article présente le guide des épisodes de la troisième saison de la série télévisée américaine The Affair.

## Distribution

### Acteurs principaux
- Dominic West : Noah Solloway
- Ruth Wilson : Alison Lockhart
- Maura Tierney : Helen Solloway
- Joshua Jackson : Cole Lockhart
- Julia Goldani Telles : Whitney Solloway
- Jake Siciliano : Martin Solloway
- Jadon Sand : Trevor Solloway
- Abigail Dylan Harrison : Stacey Solloway
- Catalina Sandino Moreno Luisa Lèon
- Omar Metwally : Dr Vic Ullah
- Irène Jacob : Juliette Le Gall

### Acteurs récurrents
- Brendan Fraser : John Gunther

## Liste des épisodes

### Épisode 1:Retour
- États-Unis /  Canada : 20 novembre 2016 sur Showtime[1] / The Movie Network
- France :
  - 21 novembre 2016 sur Canal+ Séries[2] (en VOST)
  - 13 septembre 2017 sur Canal+ Séries (en VF)
- Québec : 31 mars 2017 sur Super Écran
- Suisse : 11 janvier 2018 sur RTS Un

- États-Unis : 600 000 téléspectateurs[3] (première diffusion)

### Épisode 2:Retrouvailles
- États-Unis /  Canada : 27 novembre 2016 sur Showtime / The Movie Network
- France :
  - 28 novembre 2016 sur Canal+ Séries (en VOST)
  - 13 septembre 2017 sur Canal+ Séries (en VF)
- Québec : 7 avril 2017 sur Super Écran
- Suisse : 11 janvier 2018 sur RTS Un

- États-Unis : 579 000 téléspectateurs[4] (première diffusion)

### Épisode 3:L'Ange gardien
- États-Unis /  Canada : 4 décembre 2016 sur Showtime / The Movie Network
- France :
  - 5 décembre 2016 sur Canal+ Séries (en VOST)
  - 20 septembre 2017 sur Canal+ Séries (en VF)
- Québec : 14 avril 2017 sur Super Écran
- Suisse : 18 janvier 2018 sur RTS Un

- États-Unis : 662 000 téléspectateurs[5] (première diffusion)

### Épisode 4:Retour au chaos ordinaire
- États-Unis /  Canada : 11 décembre 2016 sur Showtime / The Movie Network
- France :
  - 12 décembre 2016 sur Canal+ Séries (en VOST)
  - 20 septembre 2017 sur Canal+ Séries (en VF)
- Québec : 21 avril 2017 sur Super Écran
- Suisse : 18 janvier 2018 sur RTS Un

- États-Unis : 666 000 téléspectateurs[6] (première diffusion)

### Épisode 5:Retour àBlock Island
- États-Unis /  Canada : 18 décembre 2016 sur Showtime / The Movie Network
- France :
  - 19 décembre 2016 sur Canal+ Séries (en VOST)
  - 27 septembre 2017 sur Canal+ Séries (en VF)
- Québec : 28 avril 2017 sur Super Écran
- Suisse : 25 janvier 2018 sur RTS Un

- États-Unis : 724 000 téléspectateurs[7] (première diffusion)

### Épisode 6:Tous des inconnus
- États-Unis /  Canada : 1er janvier 2017 sur Showtime / The Movie Network
- France :
  - 2 janvier 2017 sur Canal+ Séries (en VOST)
  - 27 septembre 2017 sur Canal+ Séries (en VF)
- Québec : 5 mai 2017 sur Super Écran
- Suisse : 25 janvier 2018 sur RTS Un

- États-Unis : 480 000 téléspectateurs[8]

### Épisode 7:Distorsion
- États-Unis /  Canada : 8 janvier 2017 sur Showtime / The Movie Network
- France :
  - 9 janvier 2017 sur Canal+ Séries (en VOST)
  - 4 octobre 2017 sur Canal+ Séries (en VF)
- Québec : 12 mai 2017 sur Super Écran
- Suisse : 1er février 2018 sur RTS Un

- États-Unis : 654 000 téléspectateurs[9] (première diffusion)

### Épisode 8:Les Mirages du passé
- États-Unis /  Canada : 15 janvier 2017 sur Showtime / The Movie Network
- France :
  - 16 janvier 2017 sur Canal+ Séries (en VOST)
  - 4 octobre 2017 sur Canal+ Séries (en VF)
- Québec : 19 mai 2017 sur Super Écran
- Suisse : 1er février 2018 sur RTS Un

- États-Unis : 612 000 téléspectateurs[10] (première diffusion)

### Épisode 9:Quand les masques tombent
- États-Unis /  Canada : 22 janvier 2017 sur Showtime / The Movie Network
- France :
  - 23 janvier 2017 sur Canal+ Séries (en VOST)
  - 11 octobre 2017 sur Canal+ Séries (en VF)
- Québec : 26 mai 2017 sur Super Écran
- Suisse : 8 février 2018 sur RTS Un

- États-Unis : 793 000 téléspectateurs[11] (première diffusion)

### Épisode 10:Apprendre de ses erreurs
- États-Unis /  Canada : 29 janvier 2017 sur Showtime / The Movie Network
- France :
  - 23 janvier 2017 sur Canal+ Séries (en VOST)
  - 11 octobre 2017 sur Canal+ Séries (en VF)
- Québec : 2 juin 2017 sur Super Écran
- Suisse : 8 février 2018 sur RTS Un

- États-Unis : 725 000 téléspectateurs[12] (première diffusion)